# Хейдиз, Лена Алексеевна
Ле́на Алексе́евна Хе́йдиз (род. 2 октября 1959, Кемерово, СССР) — российская художница. Живёт и работает в Москве. Автор живописно-графического цикла «Так говорил Заратустра» — визуальных метафор к книге Ницше, цикла Химеры «Ars chimaera», «Манифеста жанра Veritas»(1995), «Манифеста теографии и теометрии» (2003), «Манифеста матизма» (2005).

## Биография
Родилась 2 октября 1959 года в городе Кемерово во время командировки отца, по её словам, во время полного солнечного затмения.
В 1994 году в возрасте 35 лет приняла решение стать художницей. До того Хейдиз работала переводчиком-синхронистом.
В 1995 году поехала в творческую командировку в Кёльн, где работала над графической серией черепов. Вернувшись в Москву продолжила серию черепных работ. На одной из таких работ художница написала афоризм из книги «Так говорил Заратустра», так появилась первая картина из одноимённого цикла.
Хейдиз, наряду с циклом работ «Так говорил Заратустра» художника П. П. Фатеева , создала цикл визуальных метафор-картин, посвящённых Фридриху Ницше. Репродукции этих картин неоднократно публиковались, для иллюстрации, как сочинений Ницше, так и литературы о нём. В 2004 году издательство Института философии Российской академии наук выпустило книгу «Так говорил Заратустра» на немецком и русском языках с 20 картинами из одноимённого цикла.
В 2009 году Хейдиз прочитала лекцию на итальянском языке на философском факультете Падуанского университета «Ницше в России» в память об учёном, переводчике, историке философии и профессоре Падуанского Университета Франко Вольпи.
В 2012 году испанское философское общество Estudios Nietzsche выпустило в свет научную монографию в журнале Ateneo, целиком проиллюстрированную картинами Хейдиз.
Критик Александp Якимович сообщил, что Хейдиз изучила немецкий язык ради работ Фридриха Ницше и владеет ещё несколькими языками.
Участвовала в групповых и персональных выставках в России и за рубежом, в Первой московской Биеннале современного искусства, во Второй босковской Биеннале современного искусства, в фестивале Арт Клязьма, Арт Москва 2005, в Московской Фотобиеннале 2006.
В 2009—2012 годах продолжала работать над циклом «Химеры». В 2009 году появилась «Химера Правопорядка», в 2012 — «Химера Православия». Обе работы были приобретены коллекционером и меценатом Виктором Бондаренко.

## Взгляды и арт-активизм
В 2012 году выступала в защиту арестованных участниц арт-группы Pussy Riot. 6 июля 2012 года начала голодовку в знак солидарности с соблюдающей голодовку Екатериной Самуцевич. Голодовка Хейдиз длилась двадцать пять дней. Во время голодовки и до неё создала серию портретов участниц арт-группы Pussy Riot губной помадой Chanel.
В феврале 2013 года выступила в поддержку ЛГБТ-сообщества, назвав гомофобию «постыдным и отвратительным» явлением для современного общества.
3 марта 2015 года, на 5-й день после убийства Бориса Немцова Хейдиз объявила о начале бессрочного арт-марафона в память об убитом политике. Она пообещала рисовать портреты Немцова до дня, когда будут задержаны настоящие заказчики его убийства. За месяц арт-марафона художница создала более 80 его портретов, «Радио Свобода» опубликовала интервью Хейдиз, а на следующий день на месте убийства политика появились распечатки этих портретов, их принесли на мост поклонники Немцова.
Сама художница видела истоки своего акционизма и творческого видения в ранних детских впечатлениях от сатирических советских журналов:

Мои работы похожи на русский лубок, например. Они слегка примитивные, что-то в них от лубка есть, от карикатуры. Это, естественно, русское во мне. Я проявляю свою живописность таким образом, она у меня лубочная. Я любила когда-то журнал «Крокодил», естественно. Возможно, «Химеры» — это моя карикатурная часть. Это карикатуры маслом на холсте. И ещё моим работам свойственна плакатность.— Художница Елена Хейдиз на радиостанции Свобода

## Критика
В 2007 году в блоге Лены Хейдиз были опубликованы её работы «Welcome to Russia» и «Химера загадочной русской души» (показывалась также на Второй Московской биеннале современного искусства в 2007 году). Работы вызвали возмущение у ряда лиц, инициировавших сбор подписей за привлечение художницы к уголовной ответственности за «совершение ею действий, направленных на возбуждение ненависти либо вражды, а также на унижение достоинства человека либо группы лиц по признакам национальности, совершенных публично или с использованием средств массовой информации» (статья 282, часть 1 УК РФ).
В 2008 году против художницы было подано заявление в Басманную прокуратуру с просьбой возбудить уголовное дело по этой статье за картины «Химера загадочной русской души» и «Welcome to Russia». Также подателя заявления возмутила запись в блоге Хейдиз:

Меня от дебилов тошнит, от русских дебилов, у которых нет ничего за душой кроме болтовни и претензии на «великость», вы — ничтожные дешевые глупые уроды, о которых стыдно даже марать руки.

Сама художница считает, что «Химера загадочной русской души» не являлась оскорбительной русофобской картиной, так как посвящалась всего лишь распространённым стереотипам, возникающим при мысли о русской душе. В июне 2010 года Хейдиз сообщили, что с большой вероятностью дело будет возбуждено, о чём она сообщила в своём блоге; затем сообщения появились и в других СМИ.

Я считаю, что художник должен быть свободным и, если это художник состоявшийся, не вчера начавший рисовать, который развивается и думает, что он делает, ему вполне достаточно внутренней его цензуры. Государство не имеет никакого права диктовать, что должен делать писатель, театральный деятель или художник, они должны быть свободны. Иначе это не искусство, а заказ от государства.

## Премии и награды
Номинант премии Бориса Немцова 2016 за смелость в отстаивании демократических ценностей в России.

## Работы художницы находятся в собраниях
- Московский музей современного искусства, Москва;
- Музей актуального искусства ART4.RU, Москва;
- Государственный музей изобразительных искусств имени А. С. Пушкина (Москва)
- Коллекция Поповых, Москва;
- Коллекция Виктора Бондаренко, Москва;
- Коллекция М. Джудичи, Болонья, Италия;
- Коллекция Ж. Амманн, Франкфурт, Германия;
- Коллекция Д. Мадзолини, Флоренция, Италия;
- Коллекция Г. Фаже, Париж, Франция;

## Книги и альбомы
- Искусство в России. — Москва: «Сканрус», 2003. — ISBN 5-93221-017-6.
- Ницше Ф. Так говорил Заратустра (С репродукциями картин Л. Хейдиз из цикла «Так говорил Заратустра»). Пер. с нем. Ю. Антоновского. — Москва: Изд-во ИФАН РАН, 2004. — ISBN 5-9540-0019-0.
- Еврографик Москва 2004 — мост интеграции европейской культуры. Краков: Институт Адама Мицкевича, 2004. — ISBN 83-88890-29-8.
- Джаметто Соссьо. Комментарий к Заратустре. — Милан: Бруно Мондадори, 2006. — ISBN 88-424-9804-1.
- Ницше Ф. Утренняя заря. Пер. с нем. В. Бакусева. — Москва: Академический проект, 2007. — ISBN 978-5-8291-0942-4.
- 미래를 창조하는 나 — 차라투스트라는 이렇게 말했다 (고전읽기 Я создаю будущее.) — Сеул: Mirae N Culture Group, 2009. — ISBN 978-89-378-4498-0.
- Хейдиз Лена. Химеры Хейдиз. — Лондон: Издательство Музея Керенского, 2010. — ISBN 978-1-906408-07-7.
- Эпштейн А. Д. Искусство на баррикадах: «Pussy Riot» … — Москва: Издатель Виктор Бондаренко, 2012. — ISBN 978-5-98144-161-5.
- Ateneo del nuevo siglo. — Малага: Атенео де Малага, 2012. — ISSN 1577-8266.